# Binhai (Tianjin)

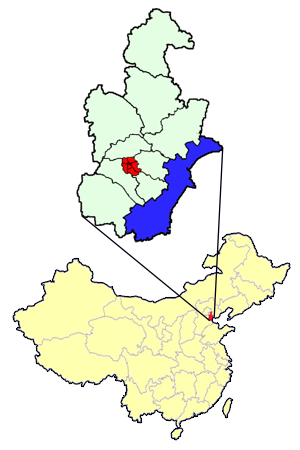
Lage des Neuen Stadtbezirks Binhai (blau) in Tianjin.

Der "Neue Stadtbezirk" Binhai (chinesisch 滨海新区, Pinyin Bīnhăi Xīn Qū) ist ein Stadtbezirk der regierungsunmittelbaren Stadt Tianjin in Nordchina.

## Geschichte
Binhai wurde am 1. Januar 2010 gegründet und aus den Flächen der aufgelösten ehemaligen Stadtbezirke Hangu, Tanggu und Dagang gebildet. Binhai hat eine Fläche von 2,270 km² und ca. 3 Mio. Einwohner (Stand 2020). Sitz der Volksregierung von Binhai ist das Straßenviertel Xingang (新港街道).
Die Binhai New Town wurde im Rahmen der 5. Plenarsitzung des 16. Zentralkomitees der Kommunistischen Partei Chinas in die strategische Planung aufgenommen.
Am 12. August 2015 kam es bei einer Explosionskatastrophe zu Toten und hunderten Verletzten.

## Infrastruktur
Binhai zeichnet sich durch eine hochmoderne Produktions- und Forschungs- und Entwicklungsbasis, ein internationales Versandzentrum und ein internationales Logistikzentrum im Norden sowie ein lebenswertes und ökologisches neues Stadtgebiet aus.
Mit dem Hafen von Tianjin befindet sich der größte Seehafen Nordchinas in Binhai an der Bohai-Bucht. In Verbindung mit dem Flughafen Tianjin 30 km entfernt bildet Binhai damit eines der Frachtzentren Nordchinas.
Der wirtschaftliche Fokus des Bezirks liegt auf internationalen Investitionen und kooperativen Projekten. Es wurden bereits mehr als 1000 internationale Projekte mit einem Investitionsvolumen von 3,4 Milliarden US-Dollar verwirklicht. Unter den internationalen Unternehmen, die sich in Binhai angesiedelt haben, sind Volkswagen, Toyota oder Samsung.

## Industrieunfall

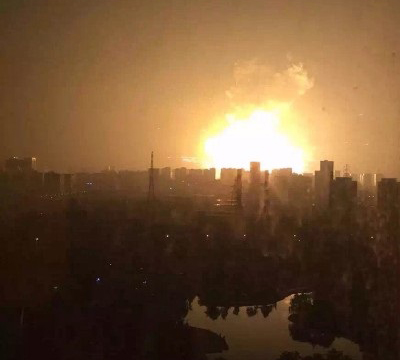
Explosion, 2015

Der Bezirk Binhai wurde im August 2015 von einem großen Industrieunfall schwer getroffen. Am 12. August ereignete sich in einem Chemielager im Hafen von Binhai eine Reihe von Explosionen, bei denen 173 Menschen starben und 797 verletzt wurden. Nach Angaben des China „Earthquake Networks Center“ hatte die Explosion das Äquivalent von 21 Tonnen TNT oder ein Erdbeben der Stärke 2,9. Acht weitere Personen blieben vermisst.

## Yujiapu

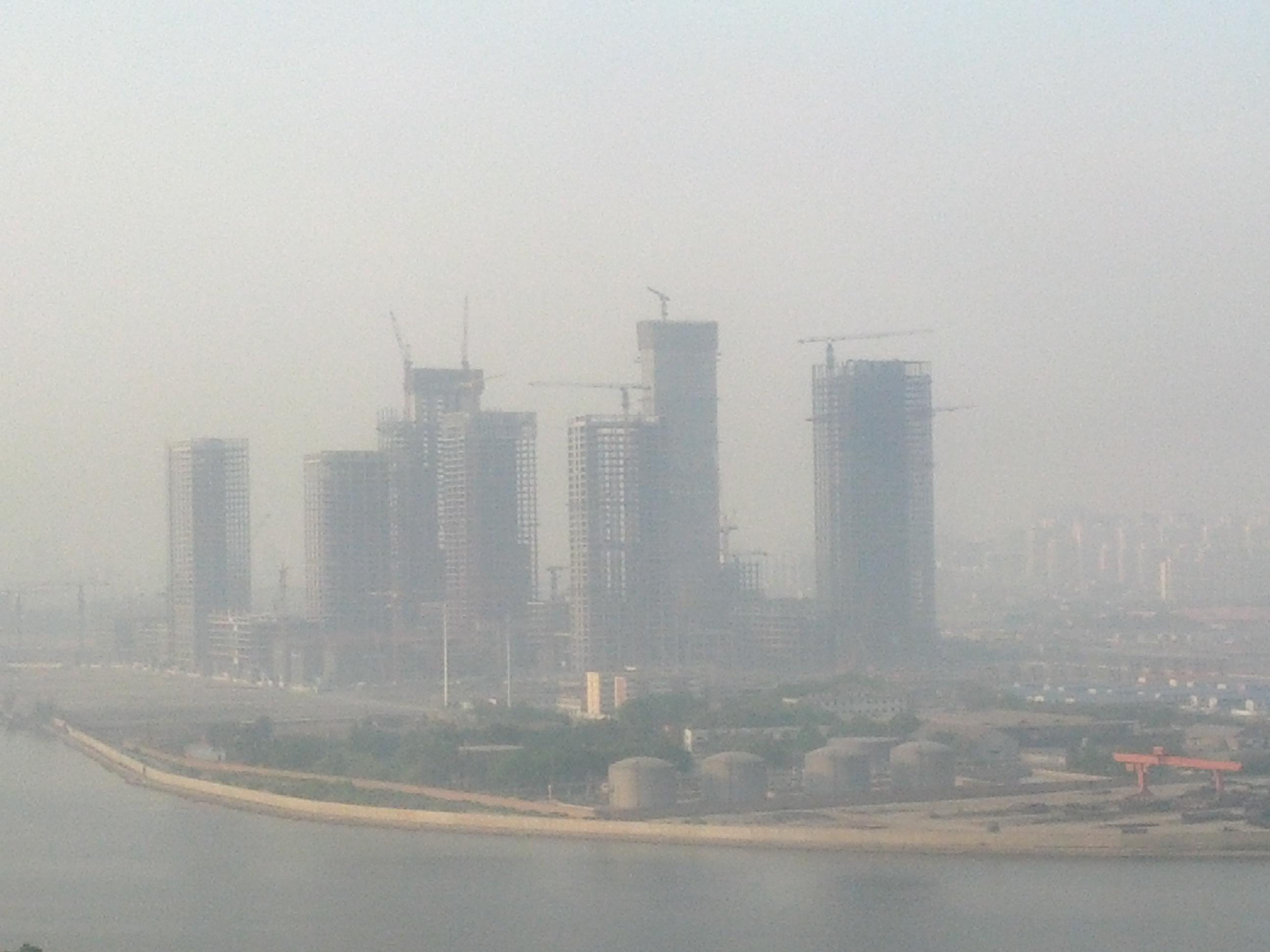
Yujiapu

Der Stadtteil Yujiapu (chinesisch: 于家堡; Pinyin: Yújiāpù) ist als zentraler Finanzplatz (englisch: Yujiapu Financial District) geplant, kann jedoch im Wettbewerb mit den Metropolen Shanghai, Peking, Shenzhen und Hongkong nicht konkurrieren.

## Administrative Gliederung
Auf Gemeindeebene setzt sich Binhai aus 21 Straßenvierteln und acht Großgemeinden zusammen.